# Lubné
Lubné (en allemand : Lubna) est une commune du district de Brno-Campagne, dans la région de Moravie-du-Sud, en République tchèque. Sa population s'élevait à 48 habitants en 2020.

## Géographie
Lubné se trouve à 9 km au nord-nord-ouest de Velká Bíteš, à 30 km au nord-ouest de Brno et à 155 km au sud-est de Prague.
La commune est limitée par Rojetín au nord, par Žďárec au nord-est, par Řikonín à l'est, par Kuřimská Nová Ves au sud-est, Katov au sud, et par Níhov à l'ouest.

## Histoire
La première mention écrite de la localité date de 1360.
Pendant la Seconde Guerre mondiale, des tunnels de la ligne de chemin de fer en construction Brno – Havlíčkův Brod (Deutschbrod) ont été utilisés pour la construction d'avions Messerschmitt sous le nom de code « Diana ». Des camps de prisonniers de guerre ont été ouverts dans la région à la fin de la guerre.